# I'm with You (sång)
"I'm with You" är en låt framförd av den kanadensiska sångerskan Avril Lavigne, utgiven som den tredje singeln från hennes debutalbum Let Go den 19 november 2002. Låten skrevs av Lavigne och The Matrix (Scott Spock, Lauren Christy och Graham Edwards). 
Musikvideon regisserades av David LaChapelle.

## Låtlista
1. "I'm with You" – 3:44
2. "I'm with You" (live in Mexico City) – 3:57
3. "Unwanted" (live in Mexico City) – 4:01